# Elizabeth Borowsky
Elizabeth Borowsky (ur. 31 sierpnia 1983 w Baltimore) – amerykańska pianistka polskiego pochodzenia.

## Życiorys
Urodziła się w 1983 roku w Baltimore. Debiutowała w wieku siedmiu lat. Pochodzi z muzykalnej rodziny, matka (Cecylia Barczyk) jest wiolonczelistką i profesorem muzyki, ojciec (dr Charles K. H. Borowsky) zajmuje się badaniem roli muzyki w stosunkach międzynarodowych. Skrzypkiem jest jej brat (Emmanuel Borowsky), a skrzypaczką siostra (Frances Borowsky), z którymi często koncertuje. Cała trójka została nagrodzona w 2004 roku nagrodą Ericka Friedmana Prize (Erick Friedman Prize) dla wybitnych młodych muzyków, występując w nowojorskiej Carnegie Hall. W 2006 roku brała udział w Międzynarodowym Festiwalu Pianistycznym Fryderyka Chopina.
Jej nauczycielami byli m.in. Andrzej Jasiński, Ann Schein, Ward Davenny, Virginia Reinecke, Krystian Zimerman, Leon Fleisher, Yonty Solomon czy Arnaldo Cohen. Uzyskała licencjat z muzyki w 2005 na Towson University w Baltimore, studiująć pod okiem Reynaldo Reyes. W 2007 roku uzyskał tytuł magistra na Indiana University w Bloomington.
Występowała na koncertach i recitalach w największych salach koncertowych w Północnej Ameryce, Europie, Azji i na Bliskim Wschodzie. Nagrała wiele solowych płyt CD.

## Nagrody i wyróżnienia
- Kosciuszko Foundation Graduate Scholarship
- International Young Artists Award
- International Music Talent Award
- Heidelberg Grand Prix
- Best '99 CD Prize (za płytę “Pearls of Music”)
- Pro Sinfonika Award for Promoting Classical Music Among Youth (Polska)
- Chopin Foundation of the United States Scholarship for Young Pianists (czterokrotnie; 2000-2003)
- Merit Award from the National Foundation for Advancement in the Arts (2001)
- Cultural Achievement Award from the Middle East Consortium of the International Friends of Music
- Maryland International Education Association William Donald Schaefer Scholar
- Heidelberg Kulturstiftung Artist-In-Residence Grant

## Dyskografia
- Pearls of Music (1999)
- Music for Peace (2004)
- Musical Favorites of All Times (2004)
- Chopin Recital (2005)